# Hadsund Huse
Hadsund Huse (udtale: [ha̝ð̠ˠ̞ˈsɔ̟̝nˀ ˈhuːsə]?) i daglig tale Hedeparken er en bydel til Hadsund beliggende umiddelbart nordvest for byens centrum. Bebyggelsen er et et autoriseret stednavn og består af 275 parceller fordelt på 74 rækkehuse, 8 boligblokke på 3 etager og 93 parcelhuse, som er placeret langs Hedevej, Lyngvej vest for Ålborgvej og øst for Himmerlandsgade. Den har seks tilhørende sideveje, Solbakken, Lindalsbakken, Blåbærvej, Enebærvej, Tyttebærvej og Gyvelvej. Den ligger i Vive-Hadsund Sogn, Hindsted Herred, 1970-2007 i Nordjyllands Amt, fra 2007 i Region Nordjylland i Mariagerfjord Kommune. Hadsund Huse er beliggende i den nordvestlige del af Hadsund omkring 1 km fra centrum. Navnet Hadsund Huse er ikke almindeligt brugt længere.
Kvarteret afgrænses mod nord af Marienhøj Plantage, mod vest af Himmerlandsgade, mod syd af Hadsund Centrum og mod øst af Ålborgvej. Hedevej og Lyngvej giver adgang til kvarteret.

## Historie
Hadsund Huse er opstået omkring 1855, som en ny bebyggelse med fire huse langs og vest for den daværende landevej mod Aalborg. Endelsen -huse afspejler, at der var tale om små husmandsbrug. Siden 1970'erne er området vokset med mange nye parcelhuse.

### Navnet
Navnet Hadsund Huse har tidligere været brugt som navn til bebyggelsen syd og nord for Mariager Fjord
Hadsund Syd kaldte man tidligere Hadsund Huse, sådan kaldes det også, da den første folketælling blev foretaget i 1787. De huse og gårde, der lagde nord for fjorden kaldte man normalt Skovhusene, men efterhånden begyndte man også at omtale disse huse og gårde som Hadsund Husene.
Da Hadsund i 1854 fik handelspladsprivilegier, begyndte byen at vokse frem, og nu kaldte man også bebyggelsen nord for fjorden for Hadsund Huse. Da der så kom jernbane til Randers (med endestation på Syd) i 1883, blev det nødvendigt at skelne mellem bebyggelsen syd og nord for fjorden, og nu begyndte man så at tale om Hadsund Syd og Hadsund Nord. Men først omkring 1885 begyndte man at kalde bebyggelsen nord for Hadsund for Hadsund Huse.